# Каракал
Каракал (лат. Caracal caracal) је врста дивље мачке средње величине. Карактеристична је по великим ресастим ушима црне позадине, дугачким очњацима, малој глави и дугачким ногама снажне грађе. Задње ноге су јој 30% дуже од предњих и поседују 2 пута већу мишићну масу, што јој омогућава изразито велики одскок који може бити и већи од 3 m. Тежине између 8 и 18 килограма, Каракал је изразито ноћна животиња. 

## Распрострањење
Ареал каракала обухвата већи број држава у Африци и југозападној Азији.

## Станиште
Станишта врсте су шуме, планине, саване, полупустиње и пустиње. Врста је присутна на подручју обода Сахаре у северној Африци.

## Угроженост
Ова врста је наведена као последња брига, јер има широко распрострањење и честа је врста.